# ستيفان بيك

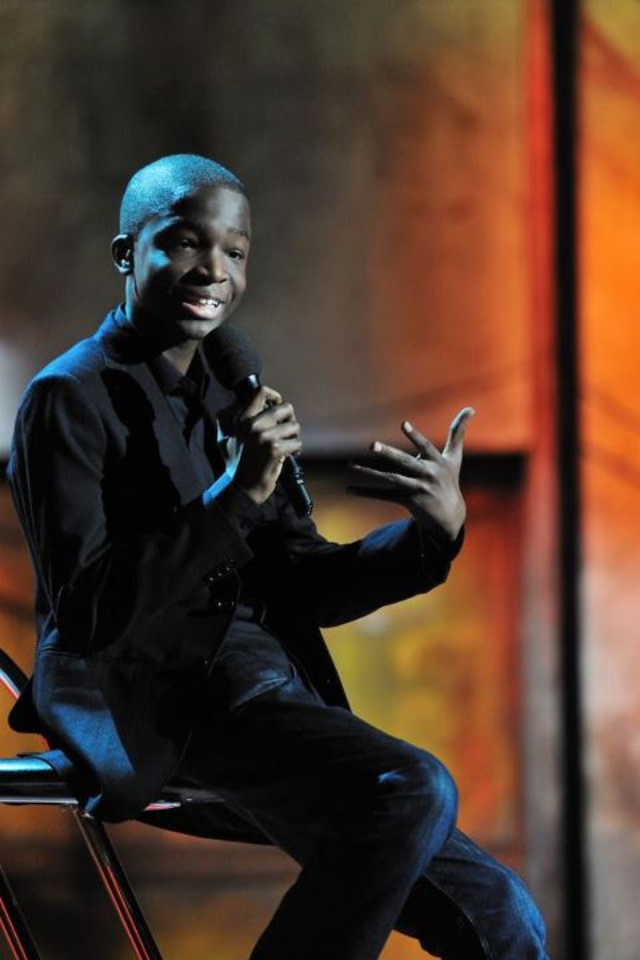
ستيفان بيك

ستيفان بيك (بالفرنسية: Stéphane Bak)‏
```
ممثل كوميدي 
فرنسي
 ولد في 19 سيبتمبر 1996.
```

## سيرته

### حياته الشخصية
من أصول كونغولية، ستيفان باك هو ابن لسائق تسليم وأم المضيفة. ولد في بلان مانسيل في سين سان دوني، حيث كبر مع أسقائه الأربعة. تم طرد ستيفان من المعهد الثانوي سنة 2011 بسبب قلة انظباطه، الأمر الذي أجبره على أخذ دروس عن بعد.

### حياته الفنية
يعتبرستيفان أصغر فنان كوميدي في فرنسا. إذ بدأ مسيرتهه الكوميدية في ديسمبر 2010 في قاعات باريسية صغيرة أثبت فيها وجوده، الأمر الذي أوصله إلى «مسرح القصر» ومسرح ترافيس.
في عام 2011، شارك في مهرجان مونترو للضحك. في أيلول / سبتمبر 2012، قدم ستيفان باك عرضا في غراند ريكس اندرج ضمن أمسية «نضحك معاً ضد العنصرية»، التي تم بثها في قناة فرنسا 2 في النصف الأول من المساء وحظيت بمليوني مشاهد. ولكن يعود الإكتشاف الحقيقي لهذا الفنان من خلال مسلسل «براف» الذي أخذه إلى مستوى الاحتراف بمشاركته في الحلقة 46 بعنوان «شورت».
شارك ستيفان باك في العديد من البرامج التلفزيونية. وفي فعاليات مهرجان كان السينمائي في نسخة 2012، قدم مداخلة يومية لتقديم رسم مصغر في غرامد جورنال قناة كانال+.

## روابط خارجية
- ستيفان بيك على موقع IMDb (الإنجليزية)
- ستيفان بيك على موقع ألو سيني (الفرنسية)
- ستيفان بيك على موقع قاعدة بيانات الفيلم (الإنجليزية)
- ستيفان بيك على موقع كينوبويسك (الروسية)